# Capità Garfi
Capità Garfi és un personatge fictici de Peter Pan, creat per James Matthew Barrie. En la traducció de Marià Manent és diu Capità Ganxo i en la de Josep Carner Capità Ganxut. En l'original anglès es diu capità Hook, i ganxo o garfi n'és la traducció literal. És alhora un gran senyor i un galifardeu, l'arquetip d'aquesta combinació.
El seu nom de bateig és Jaume o James. El 1927, el mateix Barrie va fer un parlament a l'escola privada prestigiosa d'Eton, on va explicar que Hook era una antic alumne d'aquest institut famós, i que hi hauria un escàndol si en desvelés la identitat.
Garfi és un capità pirata, enemic abrandat de Peter. Es diu que treballava per a en Barbanegra i que era l'únic home temut per Long John Silver. Ha perdut la mà dreta en una batalla amb Peter Pan i va veure com un crocodil afamat se'n va xalar. D'aleshores ençà té un ganxo o garfi de ferro com a pròtesi i tè una fòbia del seu propi sang. Alguns erudits van pretendre que capità Garfi és un personatge inspirat en el famós gentilhome-pirata, capità anglès Christopher Newport, conegut pels seus successos en el pirateix de l'Armada Espanyola i com Hook mai no ha conegut gaire dones, sempre salpant els mars. Tots dos tenien els cabells foscos i un passat dubtós, i a tots dos els mancava la mà dreta i hi duien un ganxo o un garfi, «un ganxo de punta aguda». Altres pretenen que s'ha inspirat en Capità Cook i molts altres.
A les representacions teatrals, és tradició que tant el capità Garfi com el pare de la Wendy siguin interpretats pel mateix actor. S'hi veu la idea que l'enemic real de Peter és l'avorrit empleat de banca que va a la feina cada dia de nou a cinc. Així i tot, hi ha notes i esborranys de Barrie que insinuen que hauria pogut ser la mare de Wendy i que capità Garfi hauria de ser una actriu i no pas un actor.